# Рохацевич, Елена Борисовна
Рохаце́вич Еле́на Бори́совна (род. 2 июля 1952 г.) — челябинский журналист, автор и ведущая телепередач, член Союза журналистов СССР (1989), член Союза журналистов России.

## Биография
Выпускница Челябинского педагогического института (филологический факультет) (1975), Московского психолого-социального института (2000).
С начала 80-х гг. вела на областном радио программы «Колокол», «Наша позиция», работала в многотиражной газете ПО «Полет», обозревателем газеты «Комсомолец» («Команда»).
С 1995 г. ведущий редактор телерадиоцентра «Восточный экспресс», автор и ведущая программ социальной, краеведческой, этнографической тематики: «Прогулки по городу», «Актуальная камера», «Вестник связи», «Экспедиция», «Лабиринты истории» и др. Цикл передач «Лабиринты истории» являются своеобразным историческим расследованием, современным взглядом на исторические события, которые происходили на Южном Урале.
Имеет престижные журналистские награды: дипломант Международного фестиваля прессы «Разум XXI века» (2005), номинант 8-го Евразийского телефорума (2005), неоднократный лауреат Всероссийских и региональных конкурсов на лучшую журналистскую работу, гран-при Открытого кинофестиваля любительского и телевизионного кино «Город в кадре» (2008) и др.
Правнучка купца, предпринимателя, общественного деятеля, личного почетного гражданина Челябинска Колбина Василия Михайловича, совладельца первой челябинской электростанции, одного из организаторов телефонной связи в городе,.
В 2000 году в рамках Международной благотворительной программы «Новые имена» учредила стипендию имени своего прадеда В. М. Колбина, лично помогала одарённым детям, вручая каждый год юным талантливым музыкантам премию.
С 2010 года является директором Частного Учреждения Культуры «Музей — Городская Усадьба XIX века», г. Челябинск.